# 화곡중학교 축구부
화곡중학교 축구부는 서울특별시에 위치한 화곡중학교의 축구부이다.

## 역사
• 2023년도 (U-15)  제천의병 추계대회 8강, 서울특별시협회장배 8강
(U-14)  
• 2024년도 (U-14)  제천의병 추계대회 8강, 서울협회장배 16강
• 2025년도 (U-15)
(U-14)  울진금강송 춘계 8강

## 같이 보기
- 화곡중학교